# 姚凌薇
姚凌薇（1995年12月5日—），江苏徐州人，中国女子足球运动员，中国国家女子足球队成员。她曾代表中国队参加2022年亚足联女子亚洲杯。她也曾在2022年亚洲运动会上获得铜牌。